# زمان نجومی

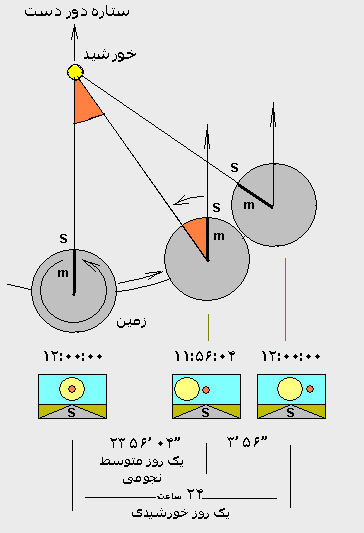
تفاوت روز نجومی و روز خورشیدی در شکل بالا نشان داده شده‌است.

زمان نجومی یا روز نجومی اندازه‌گیری حرکت وضعی زمین بر اساس عبور متوالی یک ستاره ثابت یا به اعتباری دیگر نقطه اعتدال بهاری (یا یک نصف النهار خاص) است (شبانه روز نجومی).
از سویی با زمان خورشیدی (شبانه روز خورشیدی) که عبور متوالی خورشید طی حرکت وضعی زمین است متفاوت و کوتاهتر است چرا که خورشید در جابجایی ظاهری روزانه نزدیک به ۱درجه در زمینه ستارگان به شرق نوسان می‌کند و ناظر همواره عبور متوالی یک ستاره ثابت را در یک حرکت وضعی به اندازه ۴دقیقه از خورشید زودتر خواهد دید. 
همچنین «روز نجومی» با معیار عبور متوالی یک ستاره بعلت تفاضل زمان حرکت تقدیمی در بعد طی یک روز (ms ۸٫۴ = یا جابجایی سالانه ۳٫۳۵۲۲۷۶۷ثانیه)، با روز نجومی با معیار یک نصف النهار خاص متفاوت و کوتاهتر است.
در دهه اخیر (۲۰۱۰+ میلادی) مقدار شبانه روز نجومی بر اساس یک نصف النهار خاص ۲۳h ۵۶m ۴٫۰۹۰۵۳s که با اعمال تعدیل زمان تقدیمی نسبت به یک ستاره ثابت ۲۳h ۵۶m ۴٫۰۸۱۳۸s می‌باشد.

## تفاضل زمان نجومی و خورشیدی
بعبارتی، مدت زمان واقعی که طول می‌کشد زمین به دور خودش بچرخد، ۲۳:۵۶:۴ است، اما در این مدت زمین هم کمی (حدود ۱درجه) در مدار انتقالی خود حرکت می‌کند. بنابراین خورشید در جای سابق خود دیده نمی‌شود ولی ستارگان به همان صورت دیده می‌شوند و ناچار زمین برای تمام شدن روز خورشیدی باید ۳ دقیقه و ۵۶ ثانیه دیگر حرکت کند؛ که در این صورت جای ستارگان متفاوت خواهد بود. به آن زمان کوتاه‌تری که در طی آن جای ستارگان تغییر نمی‌کند «شبانروز نجومی» می‌گویند.